# Leptopelis kivuensis
Leptopelis kivuensis är en groddjursart som beskrevs av Ahl 1929. Leptopelis kivuensis ingår i släktet Leptopelis och familjen Arthroleptidae. IUCN kategoriserar arten globalt som nära hotad. Inga underarter finns listade i Catalogue of Life.